# Ymer (surmælksprodukt)
 For alternative betydninger, se Ymer. (Se også artikler, som begynder med Ymer)
Ymer er et dansk surmælksprodukt, der har været kendt siden 1930. Det fremstilles af sødmælk syrnet med den almindelige bakteriekulture DL bestående af Lc. Lactis, Lc. Cremoris, Lc. Diacetylactis og Leu. Cremoris. (Lc. = Lactococcus og Leu. = Leucanostoc).  Ved fremstilling af ost og syrnede mælkeprodukter, som f.eks. yoghurt, ymer, tykmælk, skyr, kvark og A-38, tilsættes mælken bestemte nyttige mælkesyrebakterier, der omdanner mælkesukker til mælkesyre og andre stoffer. Syrningen gør mælken tykkere og giver den en syrlig smag. Desuden forøger det holdbarheden med nogle dage.
Ymer er opkaldt efter jætten Ymer fra skabelsesberetningen i den nordiske mytologi. Mejeribestyrer E. Larsen i Hatting fik i 1937 sit nye syrnede mælkeprodukt registreret som ymer, og det navn blev også brugt af andre mejerier, der begyndte at fremstille produktet.
I modsætning til andre tykmælksprodukter bliver der drænet valle fra, når man laver ymer. Det betyder, at ymer får et højere indhold af tørstof, herunder protein, mens fedtindholdet ligger på 3,5 % som i sødmælk.
Ymer er populært som morgenmad, mellemmåltid, dessert, dressing og til bagning.
1 deciliter ymer indeholder 35 kilokalorier.
Ymer er produceret af skummetmælk tilsat en en start-kultur og opbevaret ved 18° C, indtil pH-værdien falder til 4,6. Vallen er brudt op og drænet efter gæringen. Fløde tilsættes for at producere ymer.